# Vicente de Mello
Vicente Henriques Botelho de Mello (São Paulo, 1967) é um fotógrafo brasileiro. É formado em comunicação social, publicidade e propaganda pela Universidade Estácio de Sá, tendo se especializado em história da arte e arquitetura no Brasil na Pontifícia Universidade Católica do Rio de Janeiro. Sua obra faz parte da coleção de espaços como o Centro Cultural Banco do Brasil do Rio de Janeiro, a Pinacoteca do Estado de São Paulo, o Museu de Arte Moderna de São Paulo, o Museu de Arte Moderna do Rio de Janeiro, a Fundação Daros, a Fundação Cartier e a Coleção José Roberto de Figueiredo Ferraz.